# Associação Produtiva Polyot
A Associação Produtiva Polyot (em russo: Производственное объединение «Полёт» onde «Полёт» significa "Voo"), é uma das maiores empresas de engenharia da Rússia atuando nos ramos aeroespacial e aeronáutico. [carece de fontes?]
A companhia foi fundada em 1941 devido a evacuação de Moscou com a denominação "Fábrica 166". Entre 1942 e 1945, ela produziu mais de 3.800 aviões de vários modelos e versões. No final dos anos 50, ela passou a fabricar mísseis balísticos. Em 1970 ela foi convertida em Associação Produtiva, que além dos aviões e mísseis, produzia também bens de consumo popular. Em 2008 ela passou por uma reforma e modernização de equipamentos.